# Horocholina Las
Horocholina Las (ukr. Горохолин Ліс, Horochołyn Lis) – wieś na Ukrainie, w  obwodzie iwanofrankiwskim, w rejonie bohorodczańskim.